# Emilie Demant Hatt
Emilie Demant Hatt, também conhecida como Emilie Demant-Hatt ou Emilie Demant (Selde, 21 de janeiro de 1873 – 4 de dezembro de 1958) foi uma artista, escritora, etnógrafa e folclorista dinamarquesa. Sua área de interesse e especialização era a cultura e o modo de vida do povo Sámi.

## Primeiros anos
Emilie Demant Hansen nasceu em 1873 em uma família de comerciantes em Selde, no Fiorde de Lim, no norte da Jutlândia, na Dinamarca. Dos quatorze aos dezessete anos, ela teve um relacionamento romântico com Carl Nielsen, que se conheceram no ano de 1887 em Selde. Esperando ficar noivo, Nielsen teve uma crise psicológica em seu relacionamento. Ele estava morando, na época, com o tio e a tia de Emilie em Copenhaga. Emilie Demant Hatt passou a preservar vários roteiros originais de música antiga de Nielsen.
De 1898 a 1906, ela estudou pintura e desenho em Copenhague com Emilie Mundt e Marie Luplau, na Academia Feminina de Arte, uma escola dentro da Academia Real Dinamarquesa de Belas Artes.
Enquanto estudante de arte, ela mudou seu sobrenome para Demant. Em 1904, Demant e sua irmã fizeram uma viagem de trem para o norte da Escandinávia. Foi aqui no trem de minério de ferro na Lapônia sueca que eles conheceram um caçador de lobos Sami, Johan Turi (1854-1936). O encontro teve um efeito dramático em Demant, que estava muito interessado na cultura Sami e seu modo de vida. Enquanto contava com um intérprete, Turi disse a Demant que queria escrever um livro sobre " Lapps ", enquanto Demant afirmou: "Sempre quis ser nômade". Demant passou os próximos anos aprendendo a língua Sami do Norte na Universidade de Copenhague com o linguista Vilhelm Thomsen, enquanto continuava seus estudos de pintura.

## Carreira
Em 1907, ela retornou ao norte da Escandinávia e viveu em Sami Siida, nas montanhas suecas fora de Kiruna, com Sari e Aslak Turi, irmão de Johan Turi. Ela migrou com eles e outros Sami no inverno e primavera de 1907 e 1908, para Jukkasjärvi e de Karesuando para Tromsdalen, onde passou o verão de 1908. Embora não treinada como etnógrafa, ela mantinha um diário, tirava fotos, esboçava e pintava o que via. Enquanto antropólogos homens já haviam visitado esta área anteriormente, Demant foi a primeira mulher a viver tão perto dos Sámi. Demant também foi a primeira investigadora a descobrir que as mães Sami realizam moldagem de cabeça infantil.
No outono de 1908, Demant passou 6–8 semanas com Johan Turi em uma cabana na montanha, onde ela ajudou Turi com seu livro Muitalus sámiid birra ("O Livro dos Lapps"). Ela levou os cadernos em que Turi escrevera seu livro em sami de volta para a Dinamarca. Ela então transcreveu o texto, traduziu para o dinamarquês e o organizou. Ela foi assistida por Anders Pedersen e Vilhelm Thomsen. O livro foi financiado pelo diretor de mineração sueco, Hjalmar Lundbohm. Bogen om lapperne ("Livro da Lapônia de Johan Turi") foi publicado em uma edição bilíngue Sami-dinamarquesa em 1910 e numa edição em inglês no ano de 1931.[carece de fontes?]
Demant fez outra visita etnográfica à Suécia em 1910, onde viveu em Glen com o casal South Sami Marta e Nils Nilsson. Em 1913, ela publicou Med lapperne i højfjeldet (tradução: "Com os lapões nas montanhas altas"), um relato dos costumes Sami com base em suas viagens nômades de um ano em 1907–08.
Demant Hatt pintou toda a sua vida e expôs suas obras em exposições de arte. Ela escreveu trabalhos adicionais sobre o grupo étnico Sámi e produziu uma série de pinturas focadas na Lapônia. A coleção está localizada no Museu Nórdico de Estocolmo. Outras pinturas de Demant-Hatt estão localizadas no Skive Museum of Art. Uma parte substancial da coleção de trajes Sámi no Departamento de Etnografia do Museu Nacional da Dinamarca foi coletada por Dement Hatt durante o período de 1915–1924.
Em 1915, ela foi premiada com o Prêmio Medalha Barnard. Em 1940, ela foi premiada com a medalha Arthur Hazelius em Estocolmo por sua pesquisa sobre Sámi. Ela era membro da Sociedade Geográfica da Finlândia.
A tradutora e editora americana Barbara Sjoholm começou a pesquisar a vida de Emilie Demant Hatt por volta de 2002. Desde então, ela traduziu duas das obras de Demant Hatt, With the Lapps in the High Mountains (2013) e By the Fire (2019). Sjoholm publicou uma biografia de Demant Hatt em 2017: Black Fox: A Life of Emilie Demant Hatt, Artist and Ethnographer.[carece de fontes?]

## Vida pessoal
Demant tinha um relacionamento próximo e amizade com o geólogo e químico sueco Hjalmar Lundbohm que ela conheceu em Jukkasjärvi em 1907. Seus amigos artistas eram Christine Swane e Olga Lau, com quem frequentou a Royal Academy of Art.[carece de fontes?]
Em setembro de 1911, casou-se com Aage Gudmund Hatt,  professor de geografia cultural na Universidade de Copenhague.
Emilie Demant Hatt escreveu sua autobiografia, Foraarsbølger ("Spring Torrents") em 1949. Em sua morte em 1958, o manuscrito foi submetido à Biblioteca Real Dinamarquesa e estava sujeito a uma regra de 25 anos. Foi esquecida até 2002, quando Johan Fellow descobriu nos arquivos. Foi publicado em 2002. Dois romances de Barbara Sjoholm baseados na relação entre Carl Nielsen e Emilie Demant Hatt, Fossil Island e uma sequência The Former World, foram publicados em 2015. Fossil Island recebeu o prêmio de melhor Indie da Historical Novel Society.

## Obras publicadas
- 1913 –  Med Lapperne i høfjeldet (em dinamarquês)
- 1918 –  Die lappländischen Nomaden in Skandinavien (em dinamarquês)
- 1920 – Lappish Texts written by Johan Turi and Per Turi. Com a cooperação de KD Wiklund, editado por Emilie Demant-Hatt (em inglês)
- 1922 – Ved Ilden : eventyr og historier fra Lapland (em dinamarquês)
- 2013 –  Com os lapões nas montanhas altas, University of Wisconsin Press (em inglês)
- 2015 –  Fossil Island e The Former World, Cedar Street Editions (em inglês)
- 2017 – Black Fox: A Life of Emilie Demant Hatt, Artista e Etnógrafo. Universidade de Minnesota (em inglês)
- 2019 – By the Fire: Sami Folktales and Legends, Universidade de Minnesota (em inglês)